# Hymenoscyphus caudatus
Hymenoscyphus caudatus (P. Karst.) Dennis – gatunek grzybów z rodziny tocznikowatych (Helotiaceae).

## Systematyka i nazewnictwo
Pozycja w klasyfikacji według Index Fungorum: Hymenoscyphus, Helotiaceae, Helotiales, Leotiomycetidae, Leotiomycetes, Pezizomycotina, Ascomycota, Fungi.
Po raz pierwszy takson ten opisał w 1866 r. Petter Adolf Karsten nadając mu nazwę Peziza cauidata. Obecną, uznaną przez Index Fungorum nazwę nadał mu w 1964 r. Richard William George Dennis. Pozostałe synonimy:
- Helotium caudatum (P. Karst.) Velen. 1934
- Helotium scutula var. caudatum (P. Karst.) P. Karst. 1871[2].

## Morfologia
Owocniki
Typu apotecjum o stożkowatym kształcie, w stanie świeżym białe, po wyschnięciu nieco ciemniejsze, osadzone na krótkim, cylindrycznym trzonie zwężającym się lekko w kierunku podstawy, tej samej barwy co miseczka owocnika.
Cechy mikroskopowe
Worki długie, maczugowate, stopniowo zwężające się ku podstawie i tam wklęsłe, 8-zarodnikowe (90–)105–140(–150) x 8–12(–15) µm, powstające na pastorałkach, ze ścianą o grubości 1–2 µm, na wąskim do szeroko brodawkowatego wierzchołku pogrubioną do 5 µm, w odczynniku Melzera amyloidalne. Zarodniki (14–)16–23(–26) x 4–5(–6), szkliste, gładkie, bezprzegrodowe lub rzadko z przegrodami, elipsoidalne, półwrzecionowate do jajowatych z zaokrąglonymi wierzchołkami i często lekko haczykowate, w linii bocznej zaostrzone. Ekscypulum dobrze rozwinięte, szkliste, zbudowane z septowanych, rozgałęzionych, luźno lub ciasno splecionych, cienkościennych strzępek o szerokości 2–4 (–5) µm, na końcach pogrubionych do 12–22 µm. Trzon zbudowany z wielokątnych strzępek ułożonych równolegle do powierzchni. Pojedyncze mają wymiary 4–16 × 3–7 µm.

## Występowanie i siedlisko
Podano stanowiska Hymenoscyphus caudatus w Ameryce Północnej, Europie, Azji, Australii i na Nowej Zelandii. Najwięcej stanowisk podano w Europie, występuje tu na całym obszarze z wyjątkiem części południowo-wschodniej. W Polsce M.A. Chmiel w 2006 r. przytoczyła kilkanaście stanowisk. Nowe stanowiska podano także w latach następnych.
Grzyb saprotroficzny. Rozwija się na opadłych liściach drzew liściastych.